# سر إلهي (مسلسل)
سر إلهي/ بالقانون هو مسلسل مصري يعرض في رمضان 1445 هـ / 2024 تدور الأحداث في إطار من التشويق والإثارة حول "نصرة"، التي تعاني الأمرين، ثم تجد نفسها في موقف لا تحسد عليه، عندما يغدر بها أقرب الناس لها، فتسعى للانتقام.

## قصة المسلسل
تدور أحداث مسلسل "سر إلهي/ بالقانون" فِي إطَارِ التشويقِ والإثارةِ، تُحكى قصةُ مسلسل "سِرّ إِلَهِيّ"، حيث تجسد الفنانة روجينا دور "نصرة"، التي تواجه العديد من التحديات في حياتها. تتصاعد الأحداث عندما تُخون من قِبَل أقرب الناس لها، فتقرر بعد ذلك الانتقام، وتتوالى الأحداث بإثارة وتشويق محكومًا بالمجهول.

## طاقم التمثيل
- روجينا (ناصرة)
- أحمد مجدي (يحيى)
- محمد ثروت (سعد)
- مي سليم (شاهيناز)
- رنا رئيس (رقية)
- مراد مكرم (سراج)
- نهى عابدين (رحمة)
- محمود حجازي (أدهم)
- دنيا سامي
- محمود الحديني (سليمان)
- أحمد سلامة (عزيز الرفاعي)
- محسن منصور
- رشا مهدي (نهى)
- أحمد بدير (جميل - ضيف شرف)
- ميمي جمال
- مريم أشرف زكي
- نورا مهدي
- محمد فريد
- مجدي إدريس
- معتز سامي (فؤاد)
- صلاح عبد الله (ضيف شرف)
- يوسف الأسدي
- شريف العجمي (وليد)
- عزوز عادل
- ياسر عزت
- دينا (ضيف شرف)
- محمد أوتاكا (حريقة)
- إسماعيل فرغلي (المعلم الجمل)
- هاني عبد الحي
- فتحي الجارحي
- حمدي عباس
- محمد العزايزي
- حازم القاضي
- مصطفي رشدي
- علي عماد
- أسماء ماهر

## فريق العمل
- إنتاج: شريف شحاتة، محمد محسن
- تأليف: أيمن جمال، حمدي التايه
- إخراج: رؤوف عبد العزيز

## روابط خارجية
- سر إلهي / بالقانون على موقع قاعدة بيانات الأفلام العربية